# Kirchenbürogebäude
Das Kirchenbürogebäude (englisch Church Office Building) ist ein 28-stöckiges Gebäude in Salt Lake City, das die Verwaltung der Kirche Jesu Christi der Heiligen der Letzten Tage beherbergt.
Das Gebäude ist auf der höchsten Ebene 128 Meter hoch. Es liegt am Temple-Square-Komplex, an der Ecke von North Temple und State Street.

## Geschichte
Das Gebäude wurde von dem Architekten George Cannon Young entworfen; die Baukosten betrugen 31 Millionen US-Dollar. Es wurde von 1962 bis 1972 errichtet. Nach seiner Fertigstellung zogen alle Büros der HLT-Kirche in dieses Gebäude. Hier werden unter anderem Kirchenliteratur produziert, die heiligen Schriften übersetzt, die Missionstätigkeit der Kirche verwaltet, Kirchenfilme produziert und der Bau von Tempeln geleitet.
Der Eingangsbereich wird von einem riesigen Wandgemälde beherrscht, das den Missionsbefehl zeigt. Hier befindet sich auch eine Statue zu Ehren der Mormonischen Pioniere; sie stellt einen Mann und seine Frau dar, die ihr Kind begraben.
Die untersten vier Stockwerke des Gebäudes haben nach Westen und Osten gerichtete Flügel. Die Nordseiten der beiden Flügel sind ohne Fenster; sie haben Steinfassaden, die große Reliefdarstellungen der beiden Hemisphären der Erde tragen. Beim Turm in der Mitte sind die südliche, westliche und östliche Fassade im Stil des World Trade Centers von New York City gebaut worden.
Die Aussichtsplattform ist kostenlos für alle offen. Man sieht von dort den Antelope Island State Park und den Großen Salzsee im Nordwesten, die Wasatchkette im Norden und Osten, die Skyline der Stadt im Süden und das Oquirrh-Gebirge jenseits des Temple Squares im Westen.
Die Besucher können auch die Gärten um das Gebäude besuchen. Diese werden alle sechs Monate neu entworfen und enthalten eine Reihe exotischer Pflanzen.

## Referenzen
- Lynn Arave, Scott Taylor: For 35 years, Church Office Building has been symbolic Mormon headquarters, operational center for church growth. In: Deseret News. 1. April 2010 (englisch).